# حنیف بالی
حنیف بالی (انگلیسی: Hanif Bali؛ زادهٔ ۱۰ آوریل ۱۹۸۷) سیاست‌مدار سوئدی و از اعضای حزب میانه‌رو است. از سال ۲۰۱۰ او نماینده ریکسداگ (مجلس) سوئد از استان استکهلم بوده است.
حنیف بالی با پیشینه مهاجرت به سوئد، به یکی از چهره های جنجالی در میان احزاب سوئد تبدیل شده است. سیاست های ضد مهاجرت وی بیشتر همسو با احزاب دموکرات های سوئد میباشد.